# Izeste
Izeste – miejscowość i gmina we Francji, w regionie Nowa Akwitania, w departamencie Pireneje Atlantyckie.
Według danych na rok 1990 gminę zamieszkiwało 498 osób, a gęstość zaludnienia wynosiła 73 osób/km² (wśród 2290 gmin Akwitanii Izeste plasuje się na 716. miejscu pod względem liczby ludności, natomiast pod względem powierzchni na miejscu 1294.).